# Sabotör (film)
Sabotör (engelska: Saboteur) är en amerikansk film noir thrillerfilm från 1942 i regi av Alfred Hitchcock. I huvudrollerna ses Robert Cummings, Priscilla Lane och Norman Lloyd. Filmen är en av många Hitchcock-filmer som följer en oskyldig person anklagad för brott.

## Handling
Barry blir oskyldigt anklagad för sabotage, då en eld brutit ut i en flygplansfabrik. För att bevisa sin oskuld börjar han söka efter den verklige attentatsmannen på en adress han sett på ett kuvert. Barry kommer snart sabotageligan på spåren, och träffar genom strapatserna på Pat Martin. Pat är osäker på om han verkligen är oskyldig. Jakten på de skyldiga för till slut Pat och Barry upp i Frihetsgudinnan.

## Om filmen
Sabotör har visats i SVT vid flera tillfällen, bland annat i oktober 2018.

## Rollista
- Priscilla Lane – Patricia "Pat" Martin
- Robert Cummings – Barry
- Otto Kruger – Tobin
- Alan Baxter – Freeman
- Clem Bevans – Nielsen
- Norman Lloyd – Fry
- Alma Kruger – Sutton
- Vaughan Glaser – Mr. Miller
- Dorothy Peterson – Mason
- Ian Wolfe – Robert